# 阿里克-登-伊利
阿里克-登-伊利（英語：Arik-den-ili）（？—前1308年），中亚述时期的亚述国王（公元前1319年—公元前1308年在位）他在位时期开始军事活动，反抗亚述邻国。先后击败并征服附近一系列游牧部落，获得大量战利品。
| 前任： 恩利尔尼拉里 | 亚述国王 前1319年－前1308年 | 繼任： 阿达德尼拉里一世 |